# Ли Пин
Ли Пин (кит. упр. 李萍, пиньинь Lǐ Píng, род. 15 сентября 1988 года) — китайская тяжелоатлетка, чемпионка мира.

## Карьера
Двукратная чемпионка мира. Обладательница исторического рекорда мира в рывке в категории до 53 кг — 103 кг.